# Liste von Filmen mit ökologischen Themen
Diese  Liste enthält Filme, die ökologische Themen als einen Hauptinhalt haben. Sie sollten im Kino, bei einem Filmfestival oder im Fernsehen gezeigt worden sein.

## Deutschsprachige Filme
| Jahr | Titel                                                                | Regisseur                                          | Land                            | Bemerkungen                                                                                                |
| ---- | -------------------------------------------------------------------- | -------------------------------------------------- | ------------------------------- | --- |
| 1980 | Das Traumhaus                                                        | Ulrich Schamoni                                    | BR Deutschland                  | Komödie |
| 1982 | Vergiftet oder arbeitslos?                                           | Bernward Wember                                    | BR Deutschland                  | ZDF, Fernsehfilm                                                                                           |
| 1986 | Kostbares Naß                                                        | Günter Lippmann                                    | DDR                             | Wasserverschmutzung in der DDR                                                                             |
| 1988 | Bitteres aus Bitterfeld                                              | Rainer Hällfritzsch, Margit Miosga, Ulrich Neumann | BR Deutschland                  | über das Ausmaß der Umweltverschmutzung in der von Chemiebetrieben geprägten Industrieregion um Bitterfeld |
| 1990 | Wer hat dich, du schöner Wald ... oder Wie ein Film verhindert wurde | Günter Lippmann                                    | DDR                             | über Waldsterben im Erzgebirge                                                                             |
| 1992 | Lektionen in Finsternis                                              | Werner Herzog                                      | Deutschland                     | über ökologische Folgen des zweiten Golfkrieges                                                            |
| 2004 | Darwins Alptraum                                                     | Hubert Sauper                                      | Österreich, Frankreich, Belgien | über ökologische Katastrophe am Victoriasee in Ostafrika durch Nilbarsche, erfolgreicher Film              |
| 2008 | So viel lebst du                                                     | Michael Dörfler                                    | Deutschland                     | über den Ökologischen Fußabdruck                                                                           |
| 2010 | Die 4. Revolution – Energy Autonomy                                  | Carl-A. Fechner                                    | Deutschland                     | Umstieg auf Erneuerbare Energien                                                                           |
| 2016 | Bauer unser                                                          | Robert Schabus                                     | Österreich                      | über alternative ökologische Landwirtschaft                                                                |
| 2018 | Die grüne Lüge                                                       | Werner Boote                                       | Österreich                      | über Greenwashing bei der Produktion von Palmöl und Elektroautos, mehrere Preise                           |
| 2020 | One Word                                                             | Viviana Uriona                                     | Deutschland                     | über Folgen des Klimawandels auf den Marshallinseln                                                        |

## Nichtdeutschsprachige Filme
| Jahr | Titel                                            | Regisseur                                       | Land                         | Bemerkungen |
| ---- | ------------------------------------------------ | ----------------------------------------------- | ---------------------------- | --- |
| 1973 | … Jahr 2022 … die überleben wollen               | Richard Fleischer                               | USA                          | Science-Fiction-Ökodystopie, über überbevölkerte Stadt New York in 50 Jahren |
| 1982 | In Our Water                                     | Meg (Marguerite) Switzgable                     | USA                          | über Wasserverschmutzung in den USA |
| 1990 | Building Bombs                                   | Mark Mori, Susan J. Robinson                    | USA                          | über die ökologischen Schäden durch eine (stillgelegte) Zulieferfabrik für Wasserstoffbomben |
| 2006 | Unser Planet                                     | Michael Stenberg, Johan Söderberg, Linus Torell | Schweden, Norwegen, Dänemark | über die ökologische Gestaltung der Erde der Zukunft, bei einer zunehmenden Weltbevölkerung, mit Aufnahmen in 25 Ländern und vielen Expertenaussagen, aufwändigster skandinavischer Dokumentarfilm |
| 2009 | Plastic Planet                                   | Werner Boote                                    | Österreich, Deutschland      | über die Umweltgefahren von Plastik |
| 2010 | Und dann der Regen                               | Icíar Bollain                                   | Mexiko, Spanien              | Spielfilm über Wasserprobleme in Mexiko, nach der Privatisierung durch internationales Unternehmen                                                                                                 |
| 2011 | Paul Watson – Bekenntnisse eines Öko-Terroristen | Peter Jay Brown                                 | Kanada                       | Dokumentarfilm über den Umweltaktivisten Paul Watson und die von diesem gegründete Sea Shepherd Conservation Society                                                                               |
| 2012 | Voices of Transition                             | Nils Aguilar                                    | Frankreich, Deutschland      | über ökologische Projekte in Frankreich und Kuba |
| 2013 | Der Bauer und sein Prinz                         | Bertram Verhaag                                 | Großbritannien               | über die landwirtschaftlichen Aktivitäten von Prinz Charles |
| 2014 | Cowspiracy – Das Geheimnis der Nachhaltigkeit    | Kip Andersen, Keegan Kuhn                       | USA                          | über die ökologischen Folgen der globalen Massentierhaltung |
| 2015 | Tomorrow – Die Welt ist voller Lösungen          | Mélanie Laurent                                 | Frankreich                   | alternative Projekte für urbane Landwirtschaft, gegen industrialisierte Landwirtschaft, in zehn Ländern                                                                                            |
| 2019 | Mythen, Wagner und Tomaten aus Thessalien        | Marianna Economou                               | Griechenland                 | über erfolgreichen ökologischen Thomatenanbau in einem kleinen Dorf in Griechenland |
| 2021 | Seaspiracy                                       | Ali Tabrizy                                     | USA                          | über die industrielle Fischzucht, die die Ökosysteme der Meere beschädigt |
| 2021 | Eating Our Way to Extinction                     | Ludo Brockway, Otto Brockway                    | Großbritannien               | über ökologische Folgen von übermäßiger Fleisch- und Fischproduktion |
| 2023 | Wildes Land – Die Rückkehr der Natur             | David Allen                                     | Großbritannien               | über ökologische Nutzung von wildem Land |